# Palazzo in via Santi Apostoli n.3
Il Palazzo in via Santi Apostoli n.3 è un edificio di valore storico e architettonico di Napoli, situato nell'omonima strada nel quartiere San Lorenzo.
Quest'edificio venne eretto dopo il 1780 da un non identificato architetto per volontà di un ignoto committente, avendo preso il posto di uno precedente dall'ampio cortile rettangolare rivolto sul Decumano superiore e visibile sia sulla veduta Lafrèry (1566), che su quella Baratta (1629), che sulla Mappa del Duca di Noja (1775).
Presenta una forma architettonica peculiare nel contesto del centro antico napoletano. Si tratta di un grande condominio borghese ante litteram che non si risparmia sulle ampie potenzialità spaziali di cui dispone.
La parte che sporge su via Santi Apostoli è costituita da un basso corpo di fabbrica, con botteghe al piano terra e un piano di abitazioni, al cui centro si staglia l'alto portale, tutto in piperno, similare a quello del Palazzo Sant'Arpino e consistente in un arco a tutto sesto avvolto da un bugnato liscio che si raccorda al grosso balcone centrale tramite tre volute. Il portale precede l'androne voltato a botte, dopo il quale si raggiunge il vasto cortile rettangolare, attorno al quale gira un largo terrazzo al servizio del piano nobile che sovrasta il basso corpo di fabbrica sopracitato.
A partire dalle pareti laterali del cortile si dispiega il grande corpo di fabbrica che costituisce il palazzo vero e proprio che si innalza per altri quattro piani, sulla cui parete centrale vi è lo scalone aperto, in asse rispetto al portale d'accesso, e che su più livelli presenta ulteriori terrazze più piccole di forma o quadrangolare o rettangolare.
Al giorno d'oggi rimane un condominio privato ottimamente manutenuto.